# Honda CBR1100XX

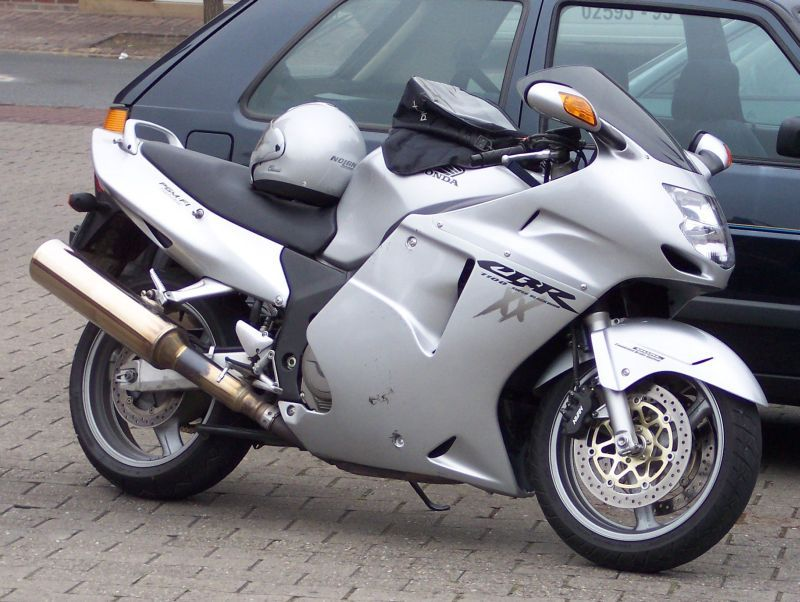
El modelo CBR1100XX, en su versión en color plateado

La Honda CBR1100XX Super Blackbird fue una moto desarrollada y construida por Honda motocicletas desde 1996 a 2007. La moto fue desarrollada para desafiar a la Kawasaki Ninja ZX-11 como la motocicleta de producción más rápida del mundo y Honda tuvo éxito consiguiendo una velocidad superior: 287.3 km/h. Dos años más tarde el título pasó a la Suzuki Hayabusa, la cual marcó un tope de 312 km/h. La Blackbird fue denominada de esta forma en honor al Lockheed SR-71 un famoso avión de combate también poseedor de varios récords de velocidad.

## Desarrollo
A mediado de los 90, Honda buscaba producir la motocicleta de producción más rápida del mundo y arrebatar el título a la Kawasaki Ninja ZX11 con sus consecuentes ganancias en publicidad. Con este objetivo en mente, honda comenzó el desarrollo de la CBR1100XX Super Blackbird.
En febrero de 1997 la revista ``Sport Rider´´  alcanzó en una  CBR1100 XX una velocidad superior de 287.3 km/h, comparado con los 281.6 km/h para el ZX-11.
Su supremacía sobre la ZX-11 se confirmó en abril de 2007 por Motorcycle Consumer News, a pesar de que las velocidades que consiguieron eran ligeramente más bajas y la brecha entre las dos motos, más pequeña.
En 1999 el Suzuki Hayabusa GSX1300R superó a la CBR1100XX. Esta en el listado de los Guinnes World Records, como la moto de producción más rápida del mundo con una velocidad superior a los 312 km/h.

## Historia de producción
La producción de la CBR1100XX empezó en 1996 y finalizó en 2007. Las importaciones a América del Norte acabaron en 2003 pero las ventas continuaron en Europa hasta 2007. Los cambios importantes se introdujeron en 1999, cuándo Honda cambió de carburación a inyección de combustible. En 2001 la BlackBird recibió un panel de instrumentación de LCD. Desde entonces, han cambiado los esquemas de color pero los sistemas de escape y motor en general han evolucionado para ajustarse a los estándares de emisión y mantener o mejorar la eficacia del combustible sin ningún cambio de importancia.
Las variaciones específicas respecto al modelo inicial son:
1998
Modificación del alojamiento del termostato. Los otros cambios son menores.
1999
Actualización importante.
- PGM FI Sistema de inyección del combustible electrónica en sustitución a los carburadores.
- Se introduce el Ram-air. Proporciona  más aire en velocidades altas (sobre los 200 km/h) utilizando presión aerodinámica. Eleva la potencia hasta los 164cv (122 kW) a 9,500 rpm (en el cigüeñal).[cita requerida]
- Revisada la proporción de frenada entre los frenos trasero y delantero.
- Capacidad del tanque del combustible aumentada de 22 a 24 litros.
- La palanca de paso de aire de encendido se retira del manillar puesto que ya no es necesaria.
- Para dar cabida a los nuevos tubos del Ram-air,[8] el radiador del aceite se coloca más abajo y se ensancha..
- Las dos bombillas en la luz de cola se colocan verticalmente en lugar de horizontal.
- Se agranda el buje de la rueda delantera, los discos de freno se cambian.
- El botón de encendido se ha cambiado, y las llaves son más largas.
- Los montantes del disco, cubierta de bobinas y la cubierta del embrague es color titanio.
- El número discos del embrague se reduce de nueve a siete.
- Una de las defensas interiores cambia de forma para dar cabida a electrónica adicional.
- La potencia según fabricante se modifica a: 164 hp (122.3 kW) y 124 Nm

2000
Ningún cambio
2001
El salpicadero nuevo ahora tiene un HUD digital y otros indicadores, exceptúando el tacómetro, que ahora figura en el centro del salpicadero.
2002
Nuevo mapeo del EFI con efecto de cumplir con los estándares de emisión y eliminar respuestas irregulares en el acelerador en velocidades bajas.
El fabricante reduce a 152 hp (113.3 kW) y 119 Nm